# Socerb

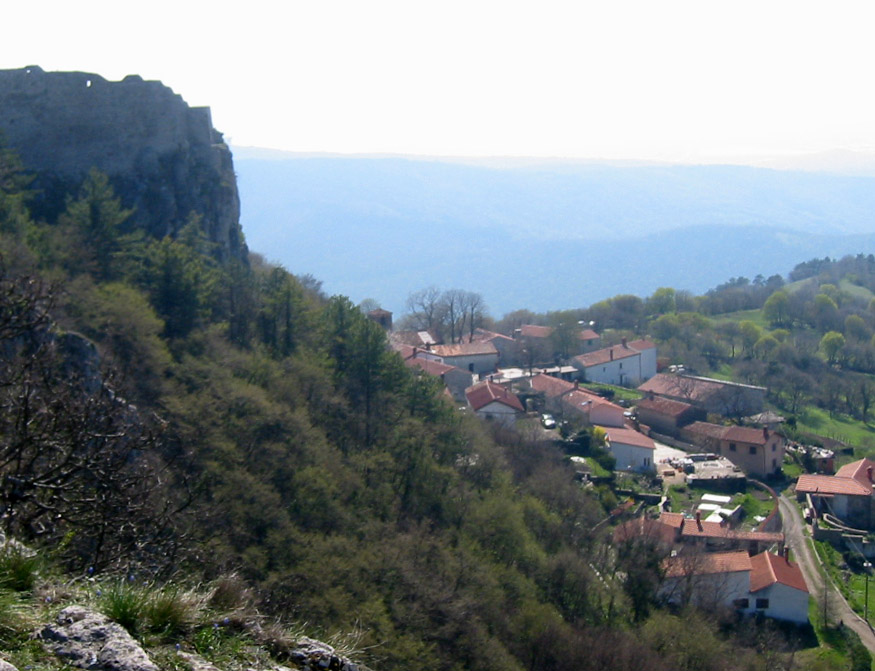
Panorámica de Socerb

Socerb (en fuentes más antiguas también Sacerb, en italiano: San Servolo) es un pueblo en el municipio de la ciudad de Koper en la región litoral de Eslovenia. Se encuentra en la frontera con Italia y está dominado por las ruinas del Castillo de Socerb, construido sobre un acantilado rocoso sobre el pueblo.
Socerb fue atestiguado en fuentes escritas en el siglo XIV como propre Sanctum Servulum (y en 1763-1787 como St. Servolo). Tras el final de la Segunda Guerra Mundial, Socerb pasó a formar parte del Territorio Libre de Trieste. Fue cedido a Yugoslavia junto con varios pueblos cercanos en 1954.
La iglesia local está dedicada a San Sérvulo, un santo local que vivía en una cueva cercana que también es un santuario, conocida como Santa Cueva (en esloveno: Sveta jama). Hay poca información fiable sobre el santo; su fiesta se celebra el 23 de diciembre y se dice que era un mendigo cojo de Roma que recogía limosnas alrededor de la iglesia de San Clemente y alababa a Dios.